# Susya
Le village de Susya (arabe : سوسية) est situé au sud des collines de Hébron, au sud de la Cisjordanie. 
Ce serait le site d'une ancienne ville de Judée. Le village palestinien a été établi dans les années 1830[réf. nécessaire], et a subi plusieurs démolitions depuis les années 1980,. 
Une colonie juive est implantée en 1983.

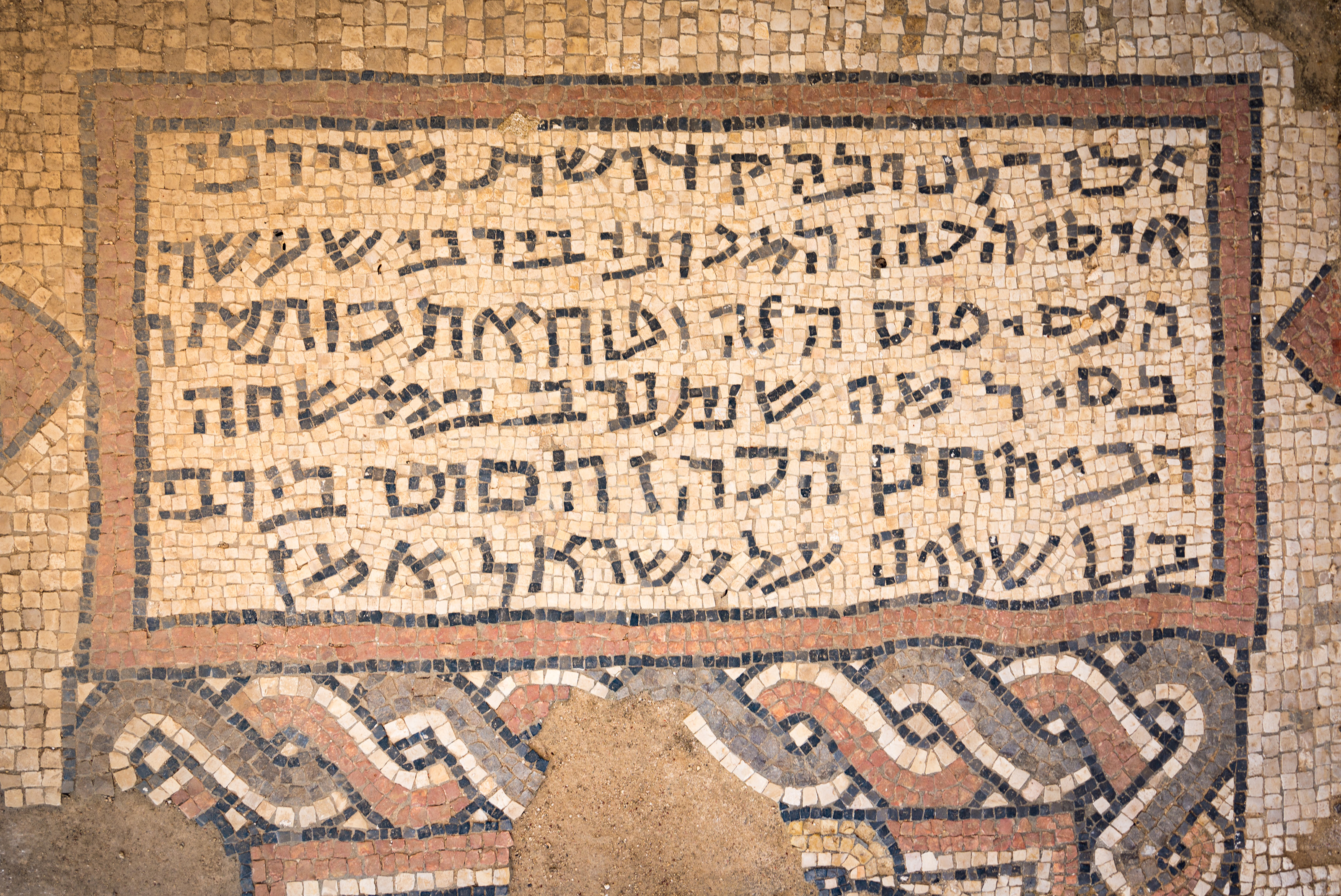
Sol en mosaïque datant de l'époque byzantine (-) à Susya disant en hébreu : « Qu'on se souvienne pour de bon de lui, le saint de mon seigneur [et] mon rabbin, l'honorable Issi ha-Kohen, le fils du rabbin, qui a réalisé cette mosaïque et enduit ses murs à la chaux, comment il a volontairement contribué [de sa fortune] au souper de son fils, Rabbi Yohanan ha-Kohen le scribe, le fils du Rabbi. Que la paix soit sur Israël. Amen. »